# Tazlău
Tazlău – wieś w Rumunii, w okręgu Neamț, w gminie Tazlău. W 2011 roku liczyła 2224 mieszkańców.